# Copa Libertadores 1966
La Copa Libertadores de América 1966 fue la séptima edición del torneo de clubes más importante de América del Sur, organizado por la Confederación Sudamericana de Fútbol, en la que participaron equipos de ocho países: Argentina, Bolivia, Chile, Ecuador, Paraguay, Perú, Uruguay y Venezuela.
Con el fin de contar con una mayor participación de equipos, la Conmebol le otorgó una plaza extra a cada asociación nacional que sería ocupada por el subcampeón de su respectiva liga local, por lo que en un principio la cantidad de equipos se vería aumentada a 21. Sin embargo, tras las renuncias de Brasil y Colombia, solamente terminaron participando 17 clubes.
El campeón fue Peñarol de Uruguay, logro que le significó su tercer título en la competición. Gracias a ello, jugó la Copa Intercontinental 1966 ante Real Madrid de España, y se clasificó a la segunda fase de la Copa Libertadores 1967. Por su parte, Daniel Onega se consagró como goleador del torneo al marcar 17 goles, estableciendo el récord de la mayor cantidad de tantos anotados en una sola edición del certamen que, a la fecha, aún no ha podido ser igualado.

## Formato
El campeón vigente accedió de manera directa a las segunda fase, mientras que los 16 equipos restantes iniciaron la competición desde la primera. En ella, los clubes fueron divididos en tres grupos, dos de ellos conformados por 6 equipos y el restante por solo 4, distribuyéndose de acuerdo a sus países de origen, de manera que de haber dos representantes de una misma asociación nacional, ambos debían caer indefectiblemente en la misma zona. Los dos primeros de cada grupo se unieron al campeón vigente en la segunda fase, en la cual se establecieron dos nuevas zonas, de 3 y 4 equipos, de las que se determinaron los dos finalistas.
|                           |                           | Equipos que entran en esta fase                                                        | Equipos que provienen de la fase anterior                                       |
| ------------------------- | ------------------------- | -------------------------------------------------------------------------------------- | ------------------------------------------------------------------------------- |
| Primera fase (16 equipos) | Primera fase (16 equipos) | - 2 equipos de Argentina, Bolivia, Chile, Ecuador, Paraguay, Perú, Uruguay y Venezuela |                                                                                 |
| Segunda fase (7 equipos)  | Segunda fase (7 equipos)  | - 1 equipo, campeón de la Copa Libertadores 1965                                       | - 3 equipos primeros de la Primera fase - 3 equipos segundos de la Primera fase |
| Final (2 equipos)         | Final (2 equipos)         |                                                                                        | - 2 equipos primeros de la Segunda fase                                         |

## Equipos participantes
En cursiva los equipos debutantes en el torneo.
| País                                           | Equipo                                    | Vía de clasificación |
| ---------------------------------------------- | ----------------------------------------- | --- |
| Argentina 2 cupos + campeón vigente de la copa | Independiente Boca Juniors River Plate    | Campeón de la Copa Libertadores 1965 Campeón del Campeonato de Primera División 1965 Subcampeón del Campeonato de Primera División 1965 |
| Bolivia 2 cupos                                | Deportivo Municipal Jorge Wilstermann     | Campeón del Campeonato de Primera División 1965 Subcampeón del Campeonato de Primera División 1965                                      |
| Chile 2 cupos                                  | Universidad de Chile Universidad Católica | Campeón del Campeonato de Primera División 1965 Subcampeón del Campeonato de Primera División 1965                                      |
| Ecuador 2 cupos                                | Emelec 9 de Octubre                       | Campeón del Campeonato Ecuatoriano de 1965 Subcampeón del Campeonato Ecuatoriano de 1965                                                |
| Paraguay 2 cupos                               | Olimpia Guaraní                           | Campeón del Campeonato Paraguayo de 1965 Subcampeón del Campeonato Paraguayo de 1965                                                    |
| Perú 2 cupos                                   | Alianza Lima Universitario                | Campeón del Campeonato Peruano de 1965 Subcampeón del Campeonato Peruano de 1965                                                        |
| Uruguay 2 cupos                                | Peñarol Nacional                          | Campeón del Campeonato Uruguayo de 1965 Subcampeón del Campeonato Uruguayo de 1965                                                      |
| Venezuela 2 cupos                              | Lara Deportivo Italia                     | Campeón de la Primera División Venezolana 1965 Subcampeón de la Primera División Venezolana 1965                                        |

### Distribución geográfica de los equipos
Distribución geográfica de las sedes de los equipos participantes:

## Primera fase
Independiente, como campeón de la Copa Libertadores 1965, inició su participación desde la segunda fase. Los otros 16 equipos participantes se distribuyeron en 3 grupos, separados de acuerdo a sus países de origen, donde se enfrentaron todos contra todos. Los dos primeros de cada grupo pasaron a la segunda fase.

### Grupo 1
| Equipo           | Pts. | PJ | PG | PE | PP | GF | GC | DG  |
| ---------------- | ---- | -- | -- | -- | -- | -- | -- | --- |
| River Plate      | 17   | 10 | 8  | 1  | 1  | 23 | 8  | 15  |
| Boca Juniors     | 14   | 10 | 7  | 0  | 3  | 19 | 9  | 10  |
| Universitario    | 11   | 10 | 4  | 3  | 3  | 10 | 13 | –3  |
| Deportivo Italia | 10   | 10 | 4  | 2  | 4  | 15 | 18 | –3  |
| Alianza Lima     | 4    | 10 | 2  | 0  | 8  | 9  | 16 | –7  |
| Lara             | 4    | 10 | 1  | 2  | 7  | 5  | 17 | –12 |

| \| Fecha \| Lugar \| Local \| Resultado \| Visitante \| \| ------------- \| ------------ \| ---------------- \| ----------- \| ---------------- \| \| 5 de febrero \| Lima \| Universitario \| 2:0 \| Alianza Lima \| \| 5 de febrero \| Caracas \| Lara \| 1:1 \| Deportivo Italia \| \| 8 de febrero \| Caracas \| Lara \| 2:1 \| Alianza Lima \| \| 9 de febrero \| Caracas \| Deportivo Italia \| 2:2 \| Universitario \| \| 10 de febrero \| Buenos Aires \| River Plate \| 2:1 \| Boca Juniors \| \| 12 de febrero \| Caracas \| Deportivo Italia \| 3:1 \| Alianza Lima \| \| 12 de febrero \| Caracas \| Lara \| 0:0 \| Universitario \| \| 15 de febrero \| Caracas \| Lara \| 1:2 \| River Plate \| \| 17 de febrero \| Lima \| Universitario \| 2:1 \| Boca Juniors \| \| 17 de febrero \| Caracas \| Deportivo Italia \| 0:3 \| River Plate \| \| 19 de febrero \| Lima \| Alianza Lima \| 0:1 \| Boca Juniors \| \| 23 de febrero \| Caracas \| Deportivo Italia \| 1:2 \| Boca Juniors \| \| 23 de febrero \| Lima \| Universitario \| 1:1 \| River Plate \| \| 25 de febrero \| Caracas \| Lara \| 0:3 \| Boca Juniors \| \| 26 de febrero \| Lima \| Alianza Lima \| 0:2 \| River Plate \| \| 1 de marzo \| Lima \| Alianza Lima \| 1:2 \| Deportivo Italia \| \| 2 de marzo \| Buenos Aires \| River Plate \| 5:0 \| Universitario \| \| 2 de marzo \| Buenos Aires \| Boca Juniors \| 2:1 \| Lara \| \| 4 de marzo \| Buenos Aires \| River Plate \| 3:0 \| Lara \| \| 8 de marzo \| Buenos Aires \| River Plate \| 3:2 \| Alianza Lima \| \| 8 de marzo \| Buenos Aires \| Boca Juniors \| 5:2 \| Deportivo Italia \| \| 8 de marzo \| Lima \| Universitario \| 1:0 \| Lara \| \| 10 de marzo \| Buenos Aires \| River Plate \| 2:1 \| Deportivo Italia \| \| 10 de marzo \| Buenos Aires \| Boca Juniors \| 0:1 \| Alianza Lima \| \| 13 de marzo \| Lima \| Alianza Lima \| 3:0 \| Lara \| \| 13 de marzo \| Lima \| Universitario \| 1:2 \| Deportivo Italia \| \| 17 de marzo \| Caracas \| Deportivo Italia \| 1:0 \| Lara \| \| 18 de marzo \| Buenos Aires \| Boca Juniors \| 2:0 \| Universitario \| \| 23 de marzo \| Lima \| Alianza Lima \| 0:1[Nota 1] \| Universitario \| \| 24 de marzo \| Buenos Aires \| Boca Juniors \| 2:0 \| River Plate \| |              |                  |           |                  |
| Fecha | Lugar        | Local            | Resultado | Visitante        |
| 5 de febrero | Lima         | Universitario    | 2:0       | Alianza Lima     |
| 5 de febrero | Caracas      | Lara             | 1:1       | Deportivo Italia |
| 8 de febrero | Caracas      | Lara             | 2:1       | Alianza Lima     |
| 9 de febrero | Caracas      | Deportivo Italia | 2:2       | Universitario    |
| 10 de febrero | Buenos Aires | River Plate      | 2:1       | Boca Juniors     |
| 12 de febrero | Caracas      | Deportivo Italia | 3:1       | Alianza Lima     |
| 12 de febrero | Caracas      | Lara             | 0:0       | Universitario    |
| 15 de febrero | Caracas      | Lara             | 1:2       | River Plate      |
| 17 de febrero | Lima         | Universitario    | 2:1       | Boca Juniors     |
| 17 de febrero | Caracas      | Deportivo Italia | 0:3       | River Plate      |
| 19 de febrero | Lima         | Alianza Lima     | 0:1       | Boca Juniors     |
| 23 de febrero | Caracas      | Deportivo Italia | 1:2       | Boca Juniors     |
| 23 de febrero | Lima         | Universitario    | 1:1       | River Plate      |
| 25 de febrero | Caracas      | Lara             | 0:3       | Boca Juniors     |
| 26 de febrero | Lima         | Alianza Lima     | 0:2       | River Plate      |
| 1 de marzo | Lima         | Alianza Lima     | 1:2       | Deportivo Italia |
| 2 de marzo | Buenos Aires | River Plate      | 5:0       | Universitario    |
| 2 de marzo | Buenos Aires | Boca Juniors     | 2:1       | Lara             |
| 4 de marzo | Buenos Aires | River Plate      | 3:0       | Lara             |
| 8 de marzo | Buenos Aires | River Plate      | 3:2       | Alianza Lima     |
| 8 de marzo | Buenos Aires | Boca Juniors     | 5:2       | Deportivo Italia |
| 8 de marzo | Lima         | Universitario    | 1:0       | Lara             |
| 10 de marzo | Buenos Aires | River Plate      | 2:1       | Deportivo Italia |
| 10 de marzo | Buenos Aires | Boca Juniors     | 0:1       | Alianza Lima     |
| 13 de marzo | Lima         | Alianza Lima     | 3:0       | Lara             |
| 13 de marzo | Lima         | Universitario    | 1:2       | Deportivo Italia |
| 17 de marzo | Caracas      | Deportivo Italia | 1:0       | Lara             |
| 18 de marzo | Buenos Aires | Boca Juniors     | 2:0       | Universitario    |
| 23 de marzo | Lima         | Alianza Lima     | 0:1       | Universitario    |
| 24 de marzo | Buenos Aires | Boca Juniors     | 2:0       | River Plate      |

### Grupo 2
| Equipo               | Pts. | PJ | PG | PE | PP | GF | GC | DG |
| -------------------- | ---- | -- | -- | -- | -- | -- | -- | -- |
| Universidad Católica | 7    | 6  | 2  | 3  | 1  | 9  | 5  | 4  |
| Guaraní              | 6    | 6  | 2  | 2  | 2  | 9  | 9  | 0  |
| Olimpia              | 6    | 6  | 2  | 2  | 2  | 7  | 10 | –3 |
| Universidad de Chile | 5    | 6  | 1  | 3  | 2  | 6  | 7  | –1 |

| \| Fecha \| Lugar \| Local \| Resultado \| Visitante \| \| ------------- \| -------- \| -------------------- \| --------- \| -------------------- \| \| 27 de febrero \| Asunción \| Olimpia \| 3:3 \| Guaraní \| \| 2 de marzo \| Santiago \| Universidad de Chile \| 0:0 \| Universidad Católica \| \| 5 de marzo \| Santiago \| Universidad Católica \| 2:0 \| Guaraní \| \| 5 de marzo \| Santiago \| Universidad de Chile \| 1:2 \| Olimpia \| \| 8 de marzo \| Santiago \| Universidad de Chile \| 2:0 \| Guaraní \| \| 8 de marzo \| Santiago \| Universidad Católica \| 0:0 \| Olimpia \| \| 11 de marzo \| Asunción \| Guaraní \| 1:1 \| Universidad de Chile \| \| 11 de marzo \| Asunción \| Olimpia \| 0:4 \| Universidad Católica \| \| 16 de marzo \| Asunción \| Guaraní \| 3:1 \| Universidad Católica \| \| 16 de marzo \| Asunción \| Olimpia \| 2:0 \| Universidad de Chile \| \| 20 de marzo \| Santiago \| Universidad Católica \| 2:2 \| Universidad de Chile \| \| 20 de marzo \| Asunción \| Guaraní \| 2:0 \| Olimpia \| |          |                      |           |                      |
| Fecha | Lugar    | Local                | Resultado | Visitante            |
| 27 de febrero | Asunción | Olimpia              | 3:3       | Guaraní              |
| 2 de marzo | Santiago | Universidad de Chile | 0:0       | Universidad Católica |
| 5 de marzo | Santiago | Universidad Católica | 2:0       | Guaraní              |
| 5 de marzo | Santiago | Universidad de Chile | 1:2       | Olimpia              |
| 8 de marzo | Santiago | Universidad de Chile | 2:0       | Guaraní              |
| 8 de marzo | Santiago | Universidad Católica | 0:0       | Olimpia              |
| 11 de marzo | Asunción | Guaraní              | 1:1       | Universidad de Chile |
| 11 de marzo | Asunción | Olimpia              | 0:4       | Universidad Católica |
| 16 de marzo | Asunción | Guaraní              | 3:1       | Universidad Católica |
| 16 de marzo | Asunción | Olimpia              | 2:0       | Universidad de Chile |
| 20 de marzo | Santiago | Universidad Católica | 2:2       | Universidad de Chile |
| 20 de marzo | Asunción | Guaraní              | 2:0       | Olimpia              |

Partido desempate
| Fecha       | Lugar    |         | Resultado |         |
| ----------- | -------- | ------- | --------- | ------- |
| 23 de marzo | Asunción | Guaraní | 2:1       | Olimpia |

### Grupo 3
| Equipo              | Pts. | PJ | PG | PE | PP | GF | GC | DG  |
| ------------------- | ---- | -- | -- | -- | -- | -- | -- | --- |
| Peñarol             | 16   | 10 | 8  | 0  | 2  | 20 | 10 | 10  |
| Nacional            | 15   | 10 | 7  | 1  | 2  | 22 | 10 | 12  |
| Jorge Wilstermann   | 10   | 10 | 4  | 2  | 4  | 14 | 14 | 0   |
| Deportivo Municipal | 9    | 10 | 4  | 1  | 5  | 21 | 22 | –1  |
| Emelec              | 8    | 10 | 4  | 0  | 6  | 15 | 18 | –3  |
| 9 de Octubre        | 2    | 10 | 1  | 0  | 9  | 13 | 31 | –18 |

| \| Fecha \| Lugar \| Local \| Resultado \| Visitante \| \| ------------- \| ---------- \| ------------------- \| --------- \| ------------------- \| \| 30 de enero \| Guayaquil \| Emelec \| 2:1 \| 9 de Octubre \| \| 30 de enero \| La Paz \| Deportivo Municipal \| 1:1 \| Jorge Wilstermann \| \| 30 de enero \| Montevideo \| Nacional \| 4:0 \| Peñarol \| \| 2 de febrero \| La Paz \| Deportivo Municipal \| 3:2 \| Nacional \| \| 2 de febrero \| Cochabamba \| Jorge Wilstermann \| 1:0 \| Peñarol \| \| 6 de febrero \| Milagro \| 9 de Octubre \| 1:2 \| Peñarol \| \| 6 de febrero \| Guayaquil \| Emelec \| 0:2 \| Nacional \| \| 9 de febrero \| Milagro \| 9 de Octubre \| 2:3 \| Nacional \| \| 9 de febrero \| Guayaquil \| Emelec \| 1:2 \| Peñarol \| \| 13 de febrero \| La Paz \| Deportivo Municipal \| 1:2 \| Peñarol \| \| 13 de febrero \| Cochabamba \| Jorge Wilstermann \| 0:0 \| Nacional \| \| 19 de febrero \| Guayaquil \| Emelec \| 3:1 \| Jorge Wilstermann \| \| 19 de febrero \| Milagro \| 9 de Octubre \| 3:4 \| Deportivo Municipal \| \| 24 de febrero \| Milagro \| 9 de Octubre \| 3:2 \| Jorge Wilstermann \| \| 24 de febrero \| Guayaquil \| Emelec \| 2:1 \| Deportivo Municipal \| \| 2 de marzo \| Montevideo \| Nacional \| 4:1 \| Deportivo Municipal \| \| 2 de marzo \| Montevideo \| Peñarol \| 2:0 \| Jorge Wilstermann \| \| 5 de marzo \| Montevideo \| Nacional \| 3:0 \| Jorge Wilstermann \| \| 5 de marzo \| Montevideo \| Peñarol \| 3:1 \| Deportivo Municipal \| \| 8 de marzo \| Montevideo \| Nacional \| 1:0 \| Emelec \| \| 8 de marzo \| Montevideo \| Peñarol \| 2:0 \| 9 de Octubre \| \| 11 de marzo \| Montevideo \| Nacional \| 3:1 \| 9 de Octubre \| \| 11 de marzo \| Montevideo \| Peñarol \| 4:1 \| Emelec \| \| 13 de marzo \| Cochabamba \| Jorge Wilstermann \| 2:1 \| Emelec \| \| 17 de marzo \| Cochabamba \| Jorge Wilstermann \| 4:1 \| 9 de Octubre \| \| 17 de marzo \| La Paz \| Deportivo Municipal \| 4:1 \| Emelec \| \| 19 de marzo \| La Paz \| Deportivo Municipal \| 5:1 \| 9 de Octubre \| \| 19 de marzo \| Montevideo \| Peñarol \| 3:0 \| Nacional \| \| 23 de marzo \| Cochabamba \| Jorge Wilstermann \| 3:0 \| Deportivo Municipal \| \| 23 de marzo \| Milagro \| 9 de Octubre \| 0:4 \| Emelec \| |            |                     |           |                     |
| Fecha | Lugar      | Local               | Resultado | Visitante           |
| 30 de enero | Guayaquil  | Emelec              | 2:1       | 9 de Octubre        |
| 30 de enero | La Paz     | Deportivo Municipal | 1:1       | Jorge Wilstermann   |
| 30 de enero | Montevideo | Nacional            | 4:0       | Peñarol             |
| 2 de febrero | La Paz     | Deportivo Municipal | 3:2       | Nacional            |
| 2 de febrero | Cochabamba | Jorge Wilstermann   | 1:0       | Peñarol             |
| 6 de febrero | Milagro    | 9 de Octubre        | 1:2       | Peñarol             |
| 6 de febrero | Guayaquil  | Emelec              | 0:2       | Nacional            |
| 9 de febrero | Milagro    | 9 de Octubre        | 2:3       | Nacional            |
| 9 de febrero | Guayaquil  | Emelec              | 1:2       | Peñarol             |
| 13 de febrero | La Paz     | Deportivo Municipal | 1:2       | Peñarol             |
| 13 de febrero | Cochabamba | Jorge Wilstermann   | 0:0       | Nacional            |
| 19 de febrero | Guayaquil  | Emelec              | 3:1       | Jorge Wilstermann   |
| 19 de febrero | Milagro    | 9 de Octubre        | 3:4       | Deportivo Municipal |
| 24 de febrero | Milagro    | 9 de Octubre        | 3:2       | Jorge Wilstermann   |
| 24 de febrero | Guayaquil  | Emelec              | 2:1       | Deportivo Municipal |
| 2 de marzo | Montevideo | Nacional            | 4:1       | Deportivo Municipal |
| 2 de marzo | Montevideo | Peñarol             | 2:0       | Jorge Wilstermann   |
| 5 de marzo | Montevideo | Nacional            | 3:0       | Jorge Wilstermann   |
| 5 de marzo | Montevideo | Peñarol             | 3:1       | Deportivo Municipal |
| 8 de marzo | Montevideo | Nacional            | 1:0       | Emelec              |
| 8 de marzo | Montevideo | Peñarol             | 2:0       | 9 de Octubre        |
| 11 de marzo | Montevideo | Nacional            | 3:1       | 9 de Octubre        |
| 11 de marzo | Montevideo | Peñarol             | 4:1       | Emelec              |
| 13 de marzo | Cochabamba | Jorge Wilstermann   | 2:1       | Emelec              |
| 17 de marzo | Cochabamba | Jorge Wilstermann   | 4:1       | 9 de Octubre        |
| 17 de marzo | La Paz     | Deportivo Municipal | 4:1       | Emelec              |
| 19 de marzo | La Paz     | Deportivo Municipal | 5:1       | 9 de Octubre        |
| 19 de marzo | Montevideo | Peñarol             | 3:0       | Nacional            |
| 23 de marzo | Cochabamba | Jorge Wilstermann   | 3:0       | Deportivo Municipal |
| 23 de marzo | Milagro    | 9 de Octubre        | 0:4       | Emelec              |

## Segunda fase
A los seis clasificados de la primera fase se les sumó Independiente de Argentina, campeón de la Copa Libertadores 1965. Los 7 participantes se distribuyeron en 2 nuevos grupos, de 4 y 3 equipos, donde volvieron a enfrentarse bajo el mismo sistema de la instancia anterior. El ganador de cada zona enfrentó al de la otra en la final.

### Grupo A
| Equipo        | Pts. | PJ | PG | PE | PP | GF | GC | DG |
| ------------- | ---- | -- | -- | -- | -- | -- | -- | -- |
| River Plate   | 8    | 6  | 3  | 2  | 1  | 13 | 8  | 5  |
| Independiente | 8    | 6  | 3  | 2  | 1  | 9  | 6  | 3  |
| Boca Juniors  | 7    | 6  | 2  | 3  | 1  | 7  | 6  | 1  |
| Guaraní       | 1    | 6  | 0  | 1  | 5  | 5  | 14 | –9 |

| \| Fecha \| Lugar \| Local \| Resultado \| Visitante \| \| ----------- \| ------------ \| ------------- \| --------- \| ------------- \| \| 30 de marzo \| Asunción \| Guaraní \| 1:3 \| Boca Juniors \| \| 6 de abril \| Asunción \| Guaraní \| 1:3 \| River Plate \| \| 8 de abril \| Buenos Aires \| Boca Juniors \| 0:2 \| Independiente \| \| 12 de abril \| Avellaneda \| Independiente \| 1:1 \| River Plate \| \| 14 de abril \| Buenos Aires \| River Plate \| 2:2 \| Boca Juniors \| \| 14 de abril \| Asunción \| Guaraní \| 0:2 \| Independiente \| \| 19 de abril \| Buenos Aires \| River Plate \| 4:2 \| Independiente \| \| 19 de abril \| Buenos Aires \| Boca Juniors \| 1:1 \| Guaraní \| \| 21 de abril \| Buenos Aires \| River Plate \| 3:1 \| Guaraní \| \| 26 de abril \| Avellaneda \| Independiente \| 2:1 \| Guaraní \| \| 29 de abril \| Avellaneda \| Independiente \| 0:0 \| Boca Juniors \| \| 4 de mayo \| Buenos Aires \| Boca Juniors \| 1:0 \| River Plate \| |              |               |           |               |
| Fecha | Lugar        | Local         | Resultado | Visitante     |
| 30 de marzo | Asunción     | Guaraní       | 1:3       | Boca Juniors  |
| 6 de abril | Asunción     | Guaraní       | 1:3       | River Plate   |
| 8 de abril | Buenos Aires | Boca Juniors  | 0:2       | Independiente |
| 12 de abril | Avellaneda   | Independiente | 1:1       | River Plate   |
| 14 de abril | Buenos Aires | River Plate   | 2:2       | Boca Juniors  |
| 14 de abril | Asunción     | Guaraní       | 0:2       | Independiente |
| 19 de abril | Buenos Aires | River Plate   | 4:2       | Independiente |
| 19 de abril | Buenos Aires | Boca Juniors  | 1:1       | Guaraní       |
| 21 de abril | Buenos Aires | River Plate   | 3:1       | Guaraní       |
| 26 de abril | Avellaneda   | Independiente | 2:1       | Guaraní       |
| 29 de abril | Avellaneda   | Independiente | 0:0       | Boca Juniors  |
| 4 de mayo | Buenos Aires | Boca Juniors  | 1:0       | River Plate   |

Partido desempate
| Fecha      | Lugar        |             | Resultado  |               |
| ---------- | ------------ | ----------- | ---------- | ------------- |
| 10 de mayo | Buenos Aires | River Plate | 2:1 (t.s.) | Independiente |

### Grupo B
| Equipo               | Pts. | PJ | PG | PE | PP | GF | GC | DG |
| -------------------- | ---- | -- | -- | -- | -- | -- | -- | -- |
| Peñarol              | 6    | 4  | 3  | 0  | 1  | 6  | 1  | 5  |
| Universidad Católica | 4    | 4  | 2  | 0  | 2  | 4  | 5  | –1 |
| Nacional             | 2    | 4  | 1  | 0  | 3  | 3  | 7  | –4 |

| \| Fecha \| Lugar \| Local \| Resultado \| Visitante \| \| ----------- \| ---------- \| -------------------- \| --------- \| -------------------- \| \| 30 de marzo \| Santiago \| Universidad Católica \| 1:0 \| Peñarol \| \| 2 de abril \| Santiago \| Universidad Católica \| 1:0 \| Nacional \| \| 10 de abril \| Montevideo \| Peñarol \| 3:0 \| Nacional \| \| 14 de abril \| Montevideo \| Nacional \| 3:2 \| Universidad Católica \| \| 19 de abril \| Montevideo \| Peñarol \| 2:0 \| Universidad Católica \| \| 23 de abril \| Montevideo \| Nacional \| 0:1 \| Peñarol \| |            |                      |           |                      |
| Fecha | Lugar      | Local                | Resultado | Visitante            |
| 30 de marzo | Santiago   | Universidad Católica | 1:0       | Peñarol              |
| 2 de abril | Santiago   | Universidad Católica | 1:0       | Nacional             |
| 10 de abril | Montevideo | Peñarol              | 3:0       | Nacional             |
| 14 de abril | Montevideo | Nacional             | 3:2       | Universidad Católica |
| 19 de abril | Montevideo | Peñarol              | 2:0       | Universidad Católica |
| 23 de abril | Montevideo | Nacional             | 0:1       | Peñarol              |

## Final
| Ida; 14 de mayo de 1966 | Peñarol                | 2:0 (0:0) | River Plate | Estadio Centenario, Montevideo                                 |                                                                |
|                         | Abbadie 75' · Joya 85' |           |             | Asistencia: 46 041 espectadores Árbitro(s): Roberto Goicoechea | Asistencia: 46 041 espectadores Árbitro(s): Roberto Goicoechea |

| Vuelta; 18 de mayo de 1966 | River Plate                     | 3:2 (1:1) | Peñarol                 | Estadio Monumental, Buenos Aires                               |                                                                |
|                            | E. Onega 38', 73' · Sarnari 52' |           | Rocha 32' · Spencer 50' | Asistencia: 99 739 espectadores Árbitro(s): José María Codesal | Asistencia: 99 739 espectadores Árbitro(s): José María Codesal |

| Desempate; 20 de mayo de 1966                                                | Peñarol                                      | 4:2 (2:2, 0:2) (t. s.) | River Plate               | Estadio Nacional, Santiago                                 |                                                            |
|                                                                              | Spencer 65', 101' · Abbadie 71' · Rocha 109' |                        | D. Onega 28' · Solari 42' | Asistencia: 40 240 espectadores Árbitro(s): Claudio Vicuña | Asistencia: 40 240 espectadores Árbitro(s): Claudio Vicuña |
| Primera final de la Copa Libertadores que se define en tiempo suplementario. |                                              |                        |                           |                                                            |                                                            |

|                             |
| Bandera de Uruguay          |
| Campeón Peñarol 3.er título |

## Estadísticas

### Goleadores
| Jugador       | Club        | Goles | PJ |
| ------------- | ----------- | ----- | -- |
| Daniel Onega  | River Plate | 17    | 20 |
| Pedro Rocha   | Peñarol     | 10    | 14 |
| Miguel Loayza | River Plate | 7     | 12 |